# Chilumena baehrorum
Chilumena baehrorum là một loài nhện trong họ Zodariidae.
Loài này thuộc chi Chilumena. Chilumena baehrorum được Rudy Jocqué miêu tả năm 1995.